# Hypobletus almeidae
Hypobletus almeidae är en skalbaggsart som först beskrevs av Lewis 1899.  Hypobletus almeidae ingår i släktet Hypobletus och familjen stumpbaggar. Inga underarter finns listade i Catalogue of Life.